# Festøya
62°22′29″N 6°19′47″Ø / 62.37472°N 6.32972°Ø
Festøya er et næs med en færgekaj og en gård ved Storfjorden/Hjørundfjorden i Ørsta kommune i Møre og Romsdal fylke i Norge. Fra Festøya går Europavej 39 med færge over Storfjorden til Solavågen (eller Solevåg), og der går færge over mundingen af Hjørundfjorden til Hundeidvik i Sykkylven kommune. Festøya (eller Festøy) er også navnet på næsset og gården hvor kajen ligger. Nu er der ingen fastboende på Festøya.

## Gården
Gården Festøy har gårdsnummer 86 i Ørsta. Den ligger helt nordøst på Vartdalsstranda hvor Hjørundfjorden munder ud i Storfjorden. Festøya hørte fra gammel tid til Giskegodset. Frem til 1742 var der kun et landbrug på gården, men senere var den delst i to. Brugerne blev selvejere da de købte gårdene i 1771. 

## Arkæologiske fund
I 1977 undersøgte arkæologer den såkaldte «Båthaugen», en gravhøj som indeholdt en bådgrav, formentlig fra 800-tallet. I højen blev det fundet våbenrester, perler af glas og rav og et bronzebeslag som en regner med kom fra Irland.
Tidligere er der fundet en stenøkse og en trækøkke.